# Carol J. Adamsová
Carol J. Adamsová (* 1951 New York) je americká spisovatelka a aktivistka. Ve svých knihách analyzuje souvislosti mezi útlakem žen a právy zvířat. Mezi její nejznámější díla patří The Sexual Politics of Meat (Sexuální politika masa) z roku 1990 a The Pornography of Meat (Pornografie masa) z roku 2004.

## Život a aktivismus
Carol J. Adamsová byla již od dětství ovlivněna svými rodiči: matka byla feministka a aktivistka za občanská práva a otec byl právník, který se účastnil soudního procesu týkajícího se znečištění Erijského jezera a vystupoval proti rasismu. Během studia angličtiny a historie na Rochesterské univerzitě se zasazovala o zavedení výuky ženských studií. Magisterský titul získala roku 1976 z teologie na Yaleově univerzitě. V Bostonu studovala s postkřesťanskou feministickou teoložkou Mary Daly, se kterou se navzájem doplňovaly a kritizovaly. Adamsová rozvíjela své feministické veganství a Daly svou biofilistickou filosofii. Následně pracovala jako ředitelka duchovního úřadu v Dunkirku. Nyní žije v Texasu se svým manželem, reverendem Dr. Brucem Buchananem jako nezávislá spisovatelka a aktivistka, zabývající se intersekcionální opresí.
Jako událost, která ji přivedla k vegetariánství, Adamsová uvádí den, kdy objevila mrtvé tělo rodinného poníka, kterého omylem zastřelili lovci. Toho večera jedla hamburger, ale uvědomila si, že to bylo hypokritické, protože poníka by nejedla, na rozdíl od krávy. Brzy poté si uvědomila, že existují souvislosti mezi vegetariánstvím a feminismem (i historické – mnohé feministky byly vegetariánky), ale až po patnácti letech o této teorii publikovala první knihu (Sexuální politiku masa).
Aktivismu za práva zvířat se věnuje především v rámci univerzitních přednášek a kurzů, ale také aktivitou na internetu, sociálních médiích a diskuzních fórech. Je označována za jednu z 20 nejvlivnějších veganských žen. Adamsová tvrdí, že ve svém životě chce způsobit co nejméně utrpení a že chce po této Zemi kráčet s lehkostí.
Její aktivismus zahrnuje kromě práv zvířat také oblasti jako domácí násilí, bezdomovectví či rasismus. Např. v 70. letech se spolu s manželem zasazovala v newyorském Dunkirku o rasovou rovnost v bydlení (nerovnost vznikla historicky kvůli segregaci). Adamsová také propaguje rostlinnou stravu a veganské jídlo a je autorkou termínu feminizovaný protein, kterým označuje vejce a mléčné produkty, protože jsou produkovány reprodukčním cyklem zvířat samičího pohlaví.

## Dílo

### Sexuální politika masa: Feministicko-vegetariánská kritická teorie
Adamsová zjistila, že patriarchální etika činí násilí přirozeným a normálním a také že podporuje lidskou výjimečnost, která připouští útlak ostatních bytostí. Tato teorie je základem Sexuální politiky masa.
V knize Adamsová popisuje, jak především v dobách nedostatku ženy často dávají mužům maso, protože jej považují za "nejlepší jídlo". Patriarchální teorii dokládá na historické evidenci a literatuře. Velmi důležitým konceptem, který v knize představuje, je nepřítomný referent (absent referent). Za každým masovým pokrmem je nepřítomnost: smrt zvířete, která se nachází v mase. Nepřítomný referent pomáhá zastřít násilí, které bylo zapotřebí, aby maso vzniklo. Tento sémiotický koncept činí jednotlivá zvířata neviditelnými a nehmotnými. Jeho funkcí je oddělit představu masa nebo mléka a vajec od představy dříve živého jedince.
Nicméně jsou to i lidské ženy, které fungují jako nepřítomní referenti – v pornografii dochází k jejich objektifikaci. Adamsová přirovnává patriarchální systém k vztahu lidí a ostatních zvířat. Konotace mužnosti spojené s jedením masa nejen zvýrazňují druhovou nerovnost, ale také definují genderové role. Maso znamená mužskou dominanci nad ženami. Muži, kteří se cítí být nadřazení ostatním zvířatům jsou podobní mužům, kteří zneužívají, bijí či jinak degradují ženy. Procesy objektifikace, fragmentace a konzumace umožňují útlak zvířat pomocí technologie, jazyka a kulturních reprezentací. Objektifikace umožňuje utlačovateli vidět jinou bytost jako objekt, díky tomu je možné ji rozkouskovat na části – a konzumace může začít. Carol Adamsová tvrdí, že existuje kulturní překryv násilí na zvířatech s násilím na ženách: sexuální násilí na ženách: v západním světě můžeme pozorovat cyklus objektifikace, fragmentace a konzumace žen, protože je normalizovaná sexuální konzumace. Můžeme konzumovat ženy jako objekty bez jakékoli znalosti jejich historie a života, bez individuality.
V knize jsou uvedeny historické, současné a literární příklady toho, jak stravování bez masa ze zvířat bylo způsobem odporu a jak bylo vegetariánství důležitým aspektem aktivismu mnohých feministek.

### Zvířata a ženy – feministické teoretické průzkumy
Kniha Zvířata a ženy – feministické teoretické průzkumy (Animals and Women – Feminist Theoretical Explorations) pojednává o tom, jak sociální kontext útlaku žen a sexuálního násilí přímo souvisí s tím, jak lidé zacházejí s jinými živočišnými druhy. Lidé mají sklon považovat zvířata za podřadný druh, a tímto způsobem ospravedlňují jejich vykořisťování. Muži nahlíží na ženy podobně. Tento pocit nadřazenosti nad zvířaty se promítá do mezilidských vztahů a muži potom označují ženy dehonestujícími jmény. Zavedený diskurz přechází od negativního nahlížení na mimolidská zvířata k sexistickému zobrazování žen. Muži neustále odkazují na ženy pomocí jmen zvířat – což naznačuje, že muži používají ženy jako pouhý prostředek. Při současném druhistickém způsobu života používají lidé ostatní zvířata jako prostředky pro produkci (krávy na jejich mateřské mléko, slepice pro jejich vejce apod.). Tedy jako pouhé fyzické bytosti – jako při využívání žen k tělesnému potěšení.

### Pornografie masa
V Pornografii masa (The Pornography of Meat) Adamsová dále rozvíjí myšlenky o konzumaci a porovnává reklamy na maso a reklamy, ve kterých vystupují ženy. Idea konzumace hraje významnou roli v kultuře, která porovnává ženy k produktu – nejen dostupnému, ale dokonce konzumovatelnému. Pornografie masa obsahuje 200 provokativních ilustrací, které odpovídají na otázku, jak se někdo stává kusem masa.
V reklamách rozlišuje jakousi kategorii „A“, která vytváří představu o nadřazenosti bílých mužů v civilizované společnosti, zatímco druhořadá kategorie používá jazyk, který se týká jiných ras, zvířat a žen. Moderní kultura idealizuje bílou mužskou postavu a představuje vyspělou civilizovanou společnost. Každý jedinec, který nespadá do kategorie „A“, bude pravděpodobně nazýván jmény zvířat, která jsou považována za hanlivá a podřadná. Mezi ilustracemi nalezneme ženy označené podle jejich částí těla, podobně jako když řezník čtvrtí maso zvířat.

### Feministická tradice péče ve zvířecí etice
V knize Beyond Animal Rights Josephine Donovan a Carol J. Adamsová přenesly teorii feministické etiky péče do filosofických diskuzí o tom, jak lidé zachází se zvířaty. V další knize, Feministická tradice péče ve zvířecí etice (The Feminist Care Tradition in Animal Ethics), doprovází eseje z Beyond Animal Rights devět nových článků, které k nim doplňují feministickou teorii péče o zvířata. Kniha kritizuje ulpívání na konceptu práv zvířat a utilitariánství, které podle nich mají maskulinní bias. Navrhují, že bychom se měli v našich vztazích ke zvířatům zaměřovat spíše na pozornost a sympatii. Autorky uvádí, že by mohlo existovat spojení mezi trvajícím podmaňováním žen a lidskou nadvládou nad přírodou.

### Další díla
Adamsová je autorkou mnoha dalších knih, jako např. Život mezi masožrouty: vegetariánská příručka pro přežití (poskytuje rady, jak mohou vegetariánsky nebo vegansky se stravující lidé vylepšit své komunikační schopnosti a vyhnout se tak hádkám u stolu či hádkám s přáteli, rodinou, spolupracovníky apod.). Adamsová také přispěla svými radami k aktivistické příručce Striking at the Roots: A Practical Guide to Animal Activism od Marka Hawthorna. Mezi další zajímavé knihy patří Burger, kde zkoumá historii, kulturu, obchodní aspekty a genderovanou politiku hamburgeru. Adamsová je také autorkou předmluvy k práci zakládající obor veganská studia – The Vegan Studies Project.